# 自交不親和性
自交不親和性（Self-incompatibility），係植物的花的柱頭排斥傳至其上的同花或同株的花粉粒的現象。
不同植物實現自交不親和性的分子機制不同，植物的自交不親和性主要分爲孢子體自交不親和性和配子體自交不親和性兩大類，此外，還有一些特殊的機制，但這些特殊機制迄今鮮有科學家對其進行研究。自交不親和性在植物界中分佈廣泛，超過60%的被子植物都具有這種特性。

## 原理
達爾文等早期的生物學家就已發現，報春花有兩種柱頭與花葯相對位置不同的花，只有不同形態的花之間的授粉才可能成功。此爲自交不親和性的發現。
20世紀80年代之後，科學家開始研究自交不親和性的分子機制。大多數植物的自交不親和性由一個稱為S位點的復等位基因位點控制。S位點基因的類型眾多，在自然群體中可能有上百種之多。迄今爲止，植物的自交不親和性主要分爲孢子體自交不親和性和配子體自交不親和性兩大類。其中，前者的自交不親和性由產生花粉的孢子體親本的S位點基因決定，而後者的自交不親和性則由花粉（配子體）本身決定。而另外一些特殊機制鮮有相應研究，研究結果也很少。

### 配子體自交不親和性

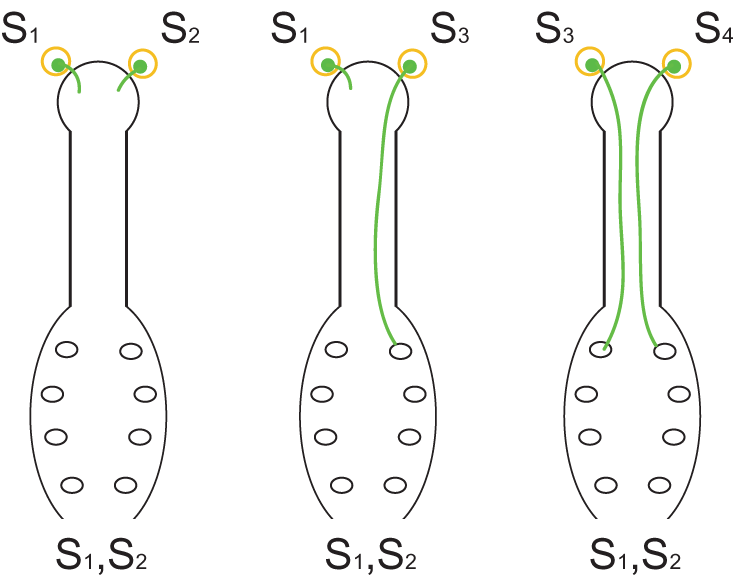
配子体自交不亲和性示意图。
S_{1}-S_{4}型等位基因。雌蕊能够受精只能是不同基因型的花粉。

這種自交不親和性的機制較爲常見，茄科、薔薇科、罌粟科植物均採用此種機制。

#### RNA酶途徑

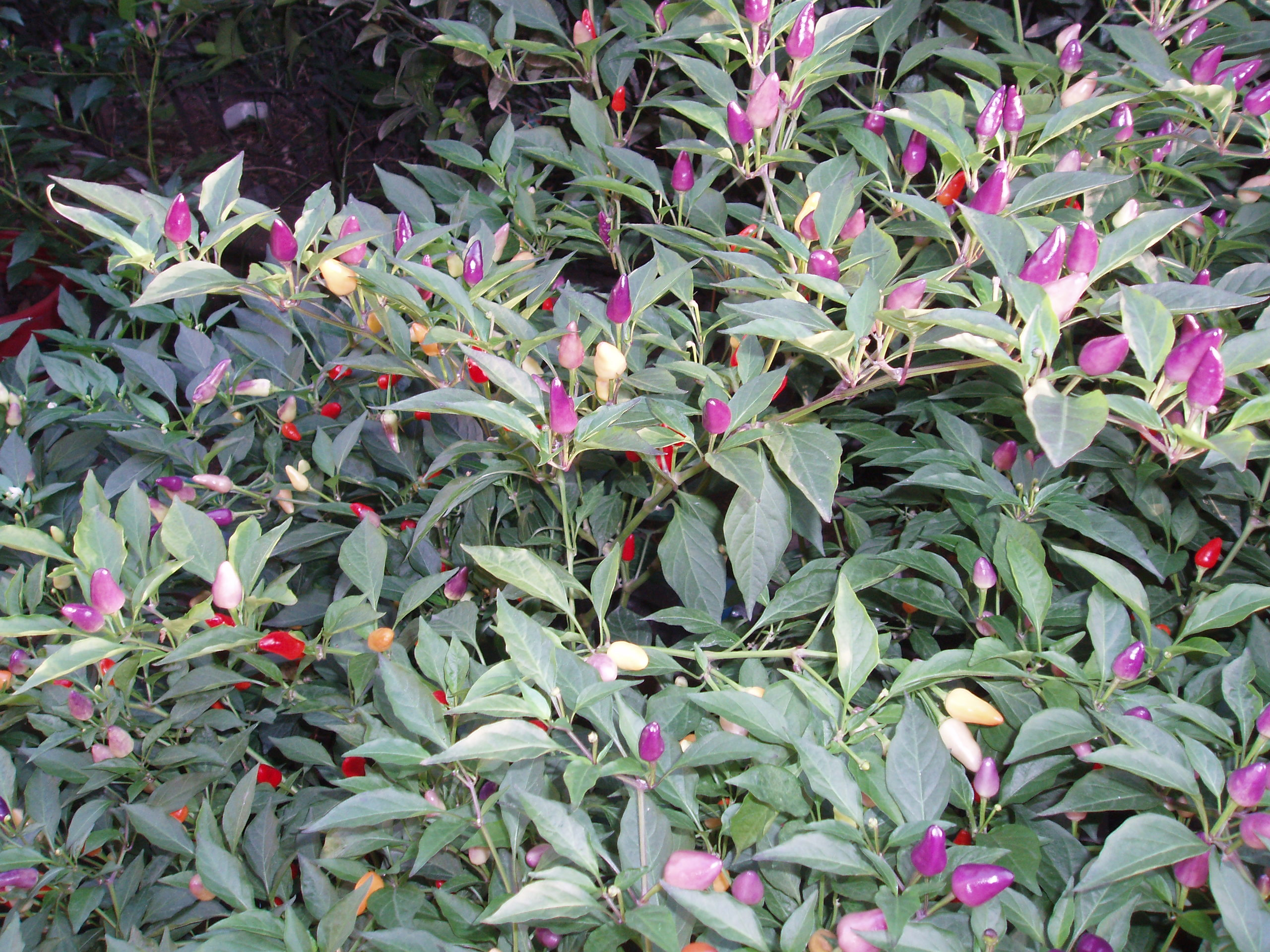
茄科植物朝天椒

科學家於1989年在茄科植物中首先發現這種途徑。在該機制中，觸發自交不親和性後，花粉管在生長到花柱的三分之一以上之後，生長速度會急劇下降直至停止。其原因可能是雌蕊的S型RNA酶（S-RNase）在雌蕊和附着於其上的花粉粒的S型基因相同時會降解花粉管中的rRNA，從而使花粉管的生長停止、進而造成花粉粒死亡。

#### S型糖蛋白機制

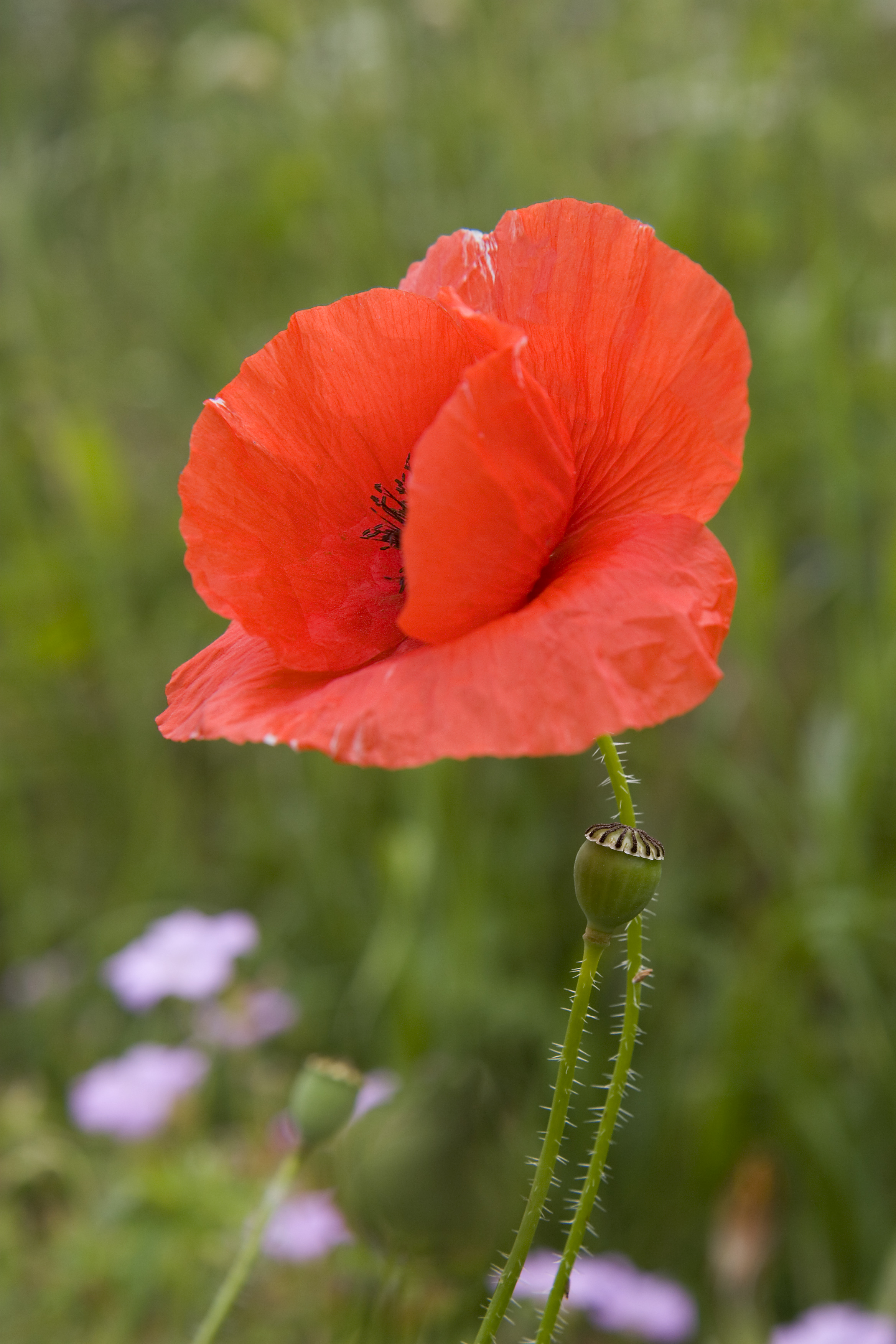
罌粟科植物虞美人

這種機制存在於罌粟科植物中。在這種機制下，當花粉管與柱頭接觸後，柱頭上一種細胞外分子的和花粉粒上的某種分子（目前尚未弄清其化學本質，也許是細胞膜上的受體）會結合，觸發鈣離子大量流入花粉管細胞內。鈣離子內流在1-2分鐘內即會造成花粉管生長紊亂，讓其停止伸長。隨後，花粉粒細胞會啓動凋亡進程，DNA開始解體。10-14小時後，花粉粒的細胞即告凋亡。

### 孢子體自交不親和性

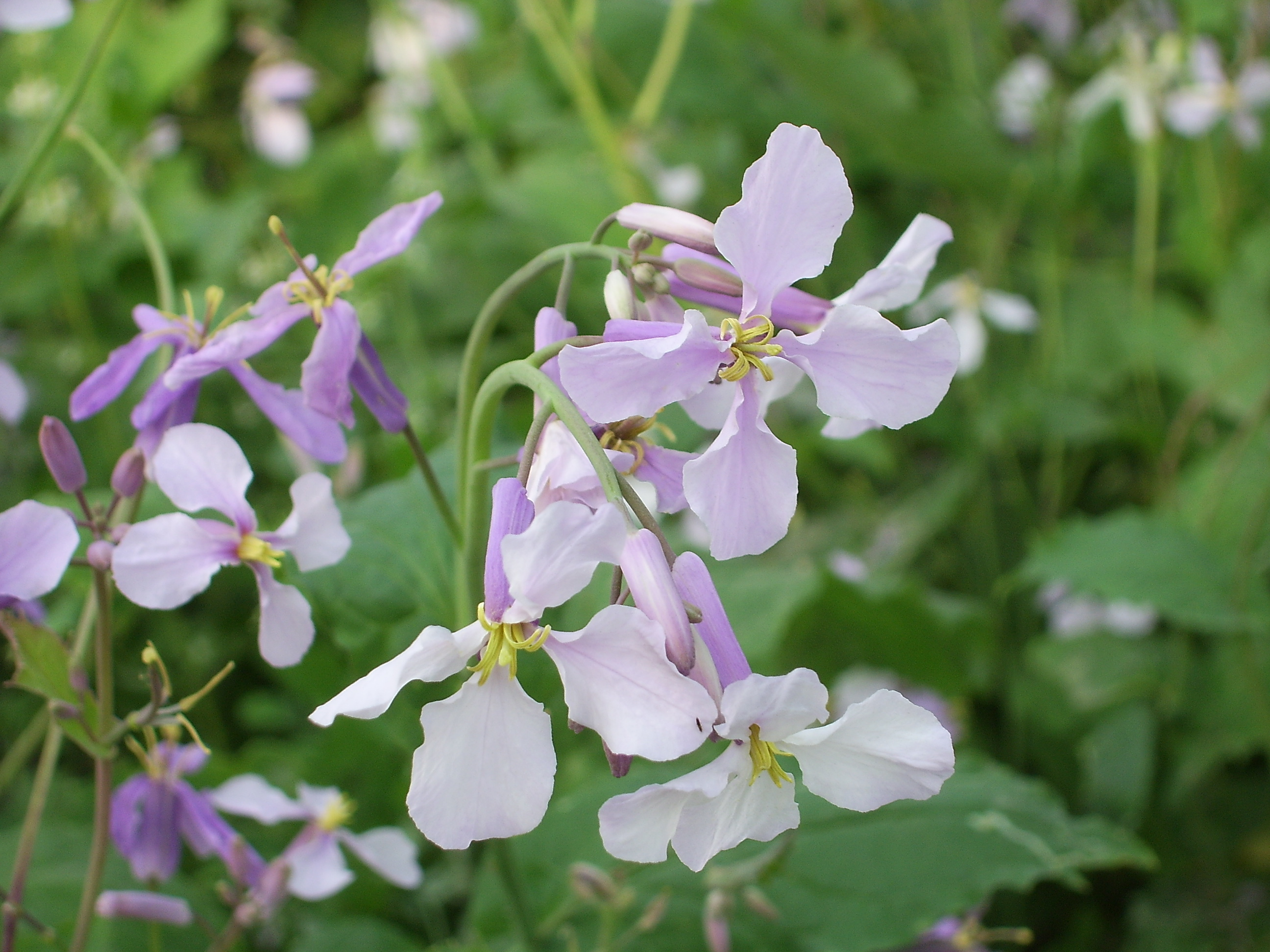
十字花科植物二月蘭

十字花科、菊科、旋花科、樺木科、石竹科、梧桐科和花荵科植物採用這種自交不親和性機制。目前，只有十字花科的自交不親和性機制在分子水平上得到了解釋。
十字花科實現自交不親和性的機制被稱爲「自花花粉早期逮捕」。十字花科的花粉粒落到柱頭上後，柱頭上的SRK配體配體即能識別花粉膜上的SCK配體。如果SRK識別到同源的SCK配體的話，SRK會發生自體磷酸化，並與ARC1（E3泛素連接酶）結合，分解柱頭上花粉粒萌發所必需的蛋白質。。

### 其他途徑
除配子體自交不親和性和孢子體自交不親和性外，植物還存在其他的實現自交不親和性的途徑。但這些途徑鮮有科學家進行研究，相應研究結果也不多。

#### 雙位點自交不親和性
存在於早熟禾亞科中，也許所有禾本科植物都採用這種機制。自交不親和性由兩個不相連的基因位點S和Z控制。

#### 異形花自交不親和性
在該機制中，同形態的花之間不能傳粉。該機制可能不如我們更熟悉的同型花自交不親和性進化。

#### 不完全自交不親和性
該機制存在與石竹科等少數物種中。雜交和自交都能存在。但雜交產生的種子更多。

#### 晚表現型自交不親和性
自交不親和的花粉能到達胚珠，但卻不能形成果實。該機制可生效於受精前（比如說Narcissus triandrus就是如此)，也可以生效於受精後（比如火焰樹）。

## 意義
儘管自交親和的植物因交配成本低，能迅速佔據適宜其生長的環境，但它們卻缺乏應付突發災難的能力。自交不親和的植物雖然交配成本較高，但卻增加了個體的遺傳雜合度，使得種群對多變環境的適應能力增強。另外，自交不親和性對促進種間生殖隔離形成和物種分化的也有重大意義。

## 應用
在雜交中利用自交不親和的植物做母本，不僅可以省去去雄操作，還可以通過遠緣雜交獲得雜種優勢。1970年代，中國大陸的科學家曾利用十字花科植物的自交不親和機制培育出了高產、高品質的甘藍型雜交油菜。
另外，亦有運用手段打破植物自交不親和性障礙的研究。

## 参阅
- 雌雄異體
- 传粉
- 杂种优势